# Гаочан (район)
Район Гаоча́н (кит. упр. 高昌区, пиньинь Gāochāng qū) или район Караходжа уйг. تۇرپان شەھىرى‎) — район городского подчинения городского округа Турфан Синьцзян-Уйгурского автономного района Китая.

## География
Расположен в центральной части Синьцзяна, у южного подножия гор Тянь-Шань, на северном краю Турфанской впадины в самом начале пустыни Такла Макан в 150 км к юго-востоку от Урумчи, с которым соединён железной дорогой.

### Климат
Является не только самым жарким местом Китая, но также и одной из самых жарких и сухих областей на Земле. Климат крайне аридный. Летний максимум температуры — 49 °С в тени. Регулярны песчаные бури.
| Показатель                                    | Янв.  | Фев. | Март | Апр. | Май  | Июнь | Июль | Авг. | Сен. | Окт. | Нояб. | Дек. | Год  |
| --------------------------------------------- | ----- | ---- | ---- | ---- | ---- | ---- | ---- | ---- | ---- | ---- | ----- | ---- | ---- |
| Средний суточный максимум, °C                 | −2,3  | 6,0  | 16,3 | 26,5 | 33,3 | 37,9 | 39,6 | 38,0 | 31,9 | 21,8 | 9,5   | −0,8 | 21,5 |
| Средний суточный минимум, °C                  | −12,1 | −6   | 3,2  | 12,4 | 18,7 | 23,2 | 25,0 | 22,8 | 16,3 | 7,1  | −2,1  | −9,6 | 8,2  |
| Норма осадков, мм                             | 1,1   | 0,5  | 1,2  | 0,5  | 0,9  | 2,9  | 1,9  | 1,8  | 1,6  | 1,7  | 0,6   | 1,0  | 15,7 |
| Источник: China Meteorological Administration |       |      |      |      |      |      |      |      |      |      |       |      |      |

## История

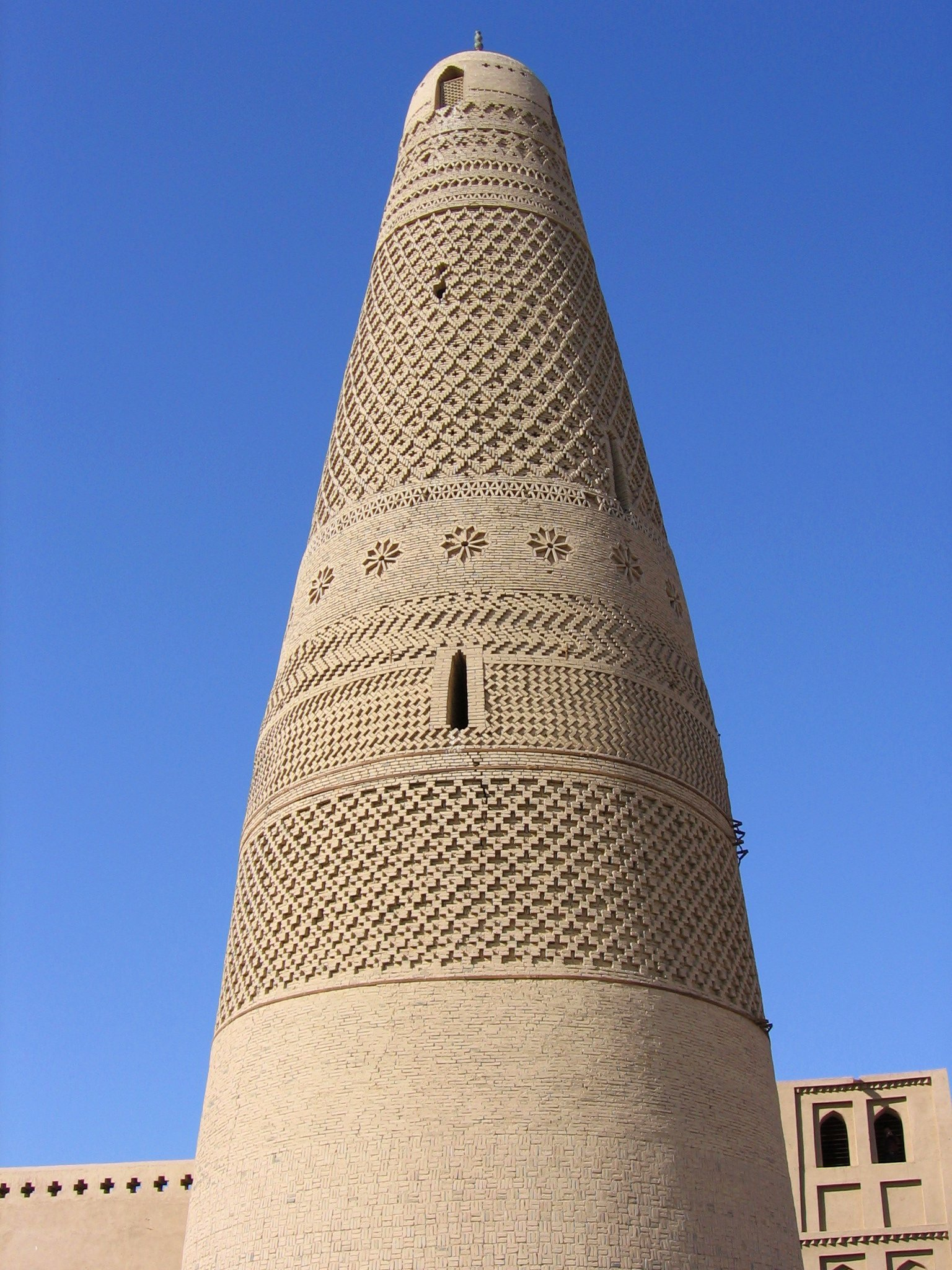
Минарет Имина (1777)

Исторически Турфанский оазис представлял собой буферную зону между селившимися в оазисах Восточного Туркестана земледельцами и кочевыми ордами Евразийской степи. Через древние города Гаочан и Цзяохэ (ныне в руинах) проходила северная ветвь Великого шёлкового пути.
Ещё во времена империи Хань Гаочан был центром торгового княжества, которое было разгромлено войсками империи Тан в 640 году. В последующем за обладание Турфанским оазисом спорили разные народы. Наивысший расцвет торговли был отмечен в годы, когда оазисом владели монголы (XIII—XIV вв.).
В 861/867 г. после распада Уйгурского каганата Турфан стал центром феодального государства, называемого Уйгурское идыкутство или Турфанское идыкутство. Правитель Моголистана Хизр-Ходжа-хан (1389—1399) присоединил Турфанское идыкутство к Моголистану. В XV—XVII вв. Турфан практически постоянно являлся независимым от Моголистана и его наследника Мамлакат-и Моголийе ханством во главе c могольскими принцами:
- Кебек-Султан-оглан — хан Турфанского владения 1468—1473, сын Дуст Мухаммад-хана Моголистанского;
- Султан-Ахмад-хан I (Алача-хан) — хан Турфанского владения 1485—1501, а также Восточного и Центрального Моголистана, сын Йунус-хана Моголистанского;
- Мансур-хан — хан Турфанского владения 1501—1543, верховный хан Моголистана, сын Султан-Ахмад-хана I;
- Шах-хан — хан Турфанского владения 1543—1570, сын Мансур-хана;
- Мухаммад-хан II — хан Турфанского владения 1570—70-е гг. XVI в., сын Мансур-хана;
- Курайш-хан I (ум. 1591 г.) — хан Турфанского владения в 1587 или 1588, седьмой сын хана Мамлакат-и Моголийе Абд ар-Рашид-хана I;
- Абд ал-Карим-хан — хан Турфанского владения 70-е гг. XVI в.—1591, второй сын хана Мамлакат-и Моголийе Абд ар-Рашид-хана I, хан Мамлакат-и Моголийе;
- Худабанде-султан (ум. 1596/7) — хан Турфанского владения 1594—1596, сын Курайш-хана I;
- Абд ар-Рахим-хан (1559—1635) — хан Турфанского владения и Чалыша 1596—1635, двенадцатый сын хана Мамлакат-и Моголийе Абд ар-Рашид-хана I;
- Абдаллах-хан (ум. 1675 г.) — хан Турфанского владения 1635—1667/1668, сын Абд ар-Рахим-хана.
- Абдурашид-хан (правил в 1680—1682)— хан Турфана и Чалыша (совр. Карашар)
- B 1682 Галдан-Бошогту захватывает Турфан и включает его в состав Джунгарского ханства

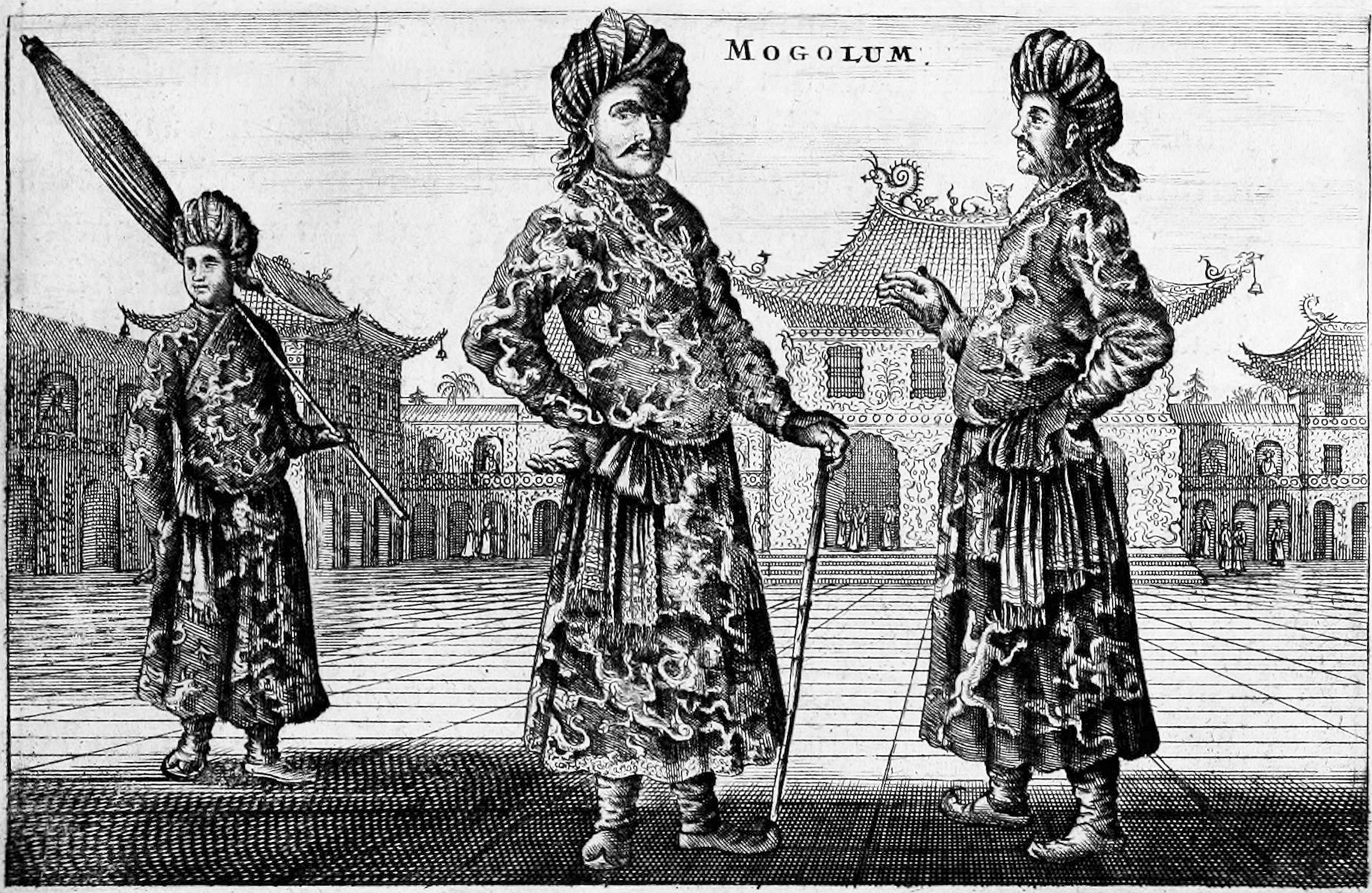
Турфанские послы в Пекине (1656 г)

После распада Монгольской империи Турфанская котловина была поделена между тремя правителями, самый могущественный из которых поселился в Турфане. В XVIII в. ожесточённую войну за эти земли вели Джунгарское ханство и Цинская империя. В 1759 г. Турфан был объявлен владением империи Цин. Рядом со старинным мусульманским городом возник новый, который заселили переселенцы из Китая.
В 1886 году был создан Турфанский непосредственно управляемый комиссариат (吐鲁番直隶厅). После Синьхайской революции была проведена унификация административных единиц уровня ниже провинциального, и в 1913 году комиссариат был преобразован в уезд Турфан (吐鲁番县). В декабре 1984 года уезд был поднят в статусе до городского уезда (吐鲁番市).
Постановлением Госсовета КНР от 16 марта 2015 года городской уезд Турфан был преобразован в район городского подчинения Гаочан.

## Административное деление
Район делится на 3 уличных комитета, 3 посёлка и 6 волостей.

## Население
В оазисе проживают около 579 тыс. человек. Из них 70 % — уйгуры, остальные — китайцы (хань). Уйгуры исповедуют ислам суннитского толка.

## Экономика
Основным занятием населения является сельское хозяйство:
- хлопководство — длинноволокнистый хлопок высшего качества
- виноградарство — 75 % изюма в Китае
- бахчевые культуры — знамениты местные сорта дынь.

## Города-побратимы
- Косю, Япония (2000)

## Особенности выживания

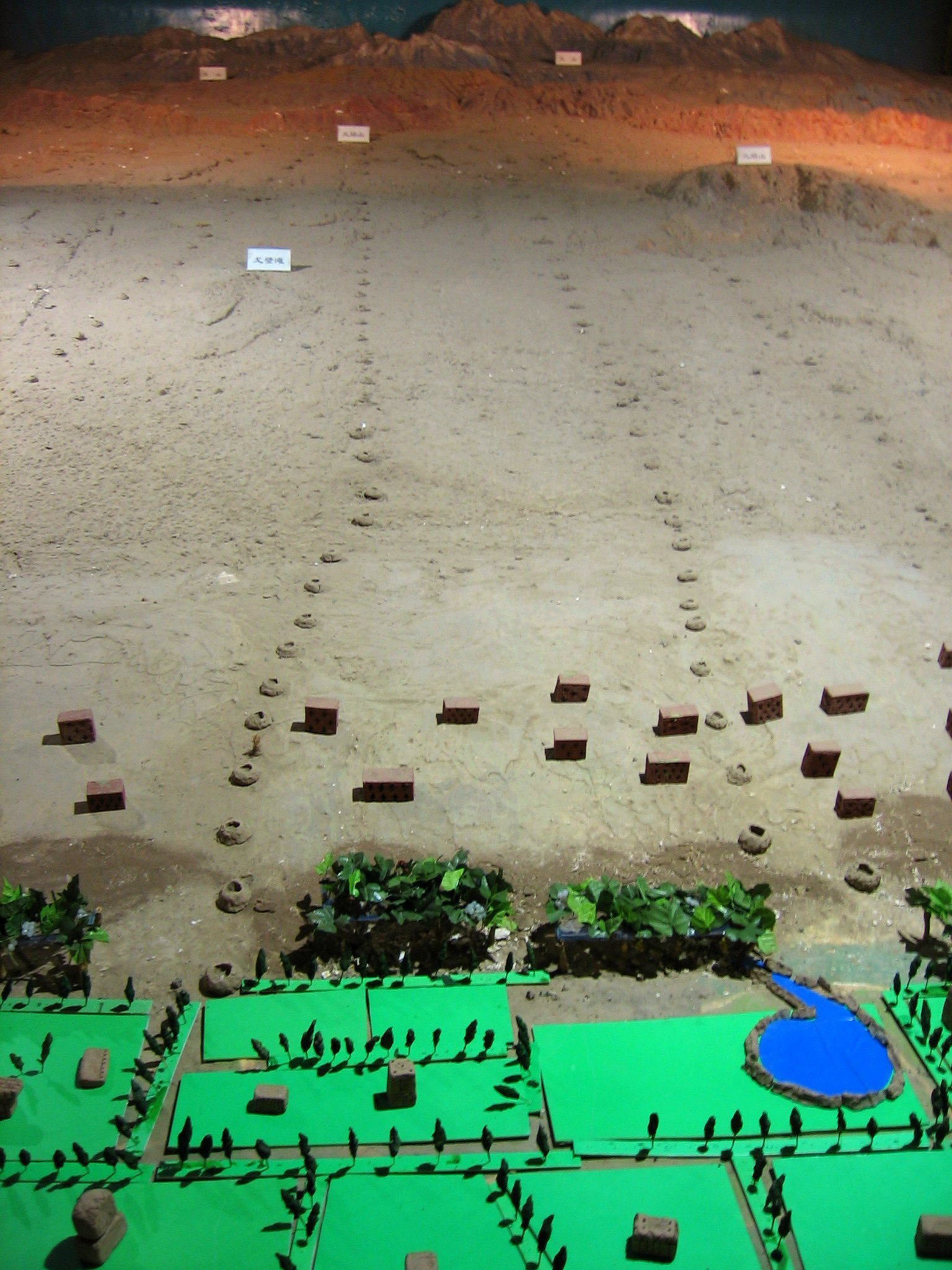
Оросительная система Турфана

Благодаря 2 000-летней древней технике орошения земли в экстремальных условиях, Турфан остается зелёным оазисом. Площадь зелёных насаждений возле Турфана достигает тысяч гектаров. Это служит своего рода буфером между городом и пустыней. Бури возникают в пустыне Такла-Макан регулярно и приносят с собой огромное количество песка, который мог бы покрыть слоем песка плодородные поля.
Несмотря на это, в этой местности растут финики, виноград, дыня, гранат, персик, абрикосы, шелковица, яблоки, баклажаны, лук, а также пшеница и длинноволокнистый хлопок.

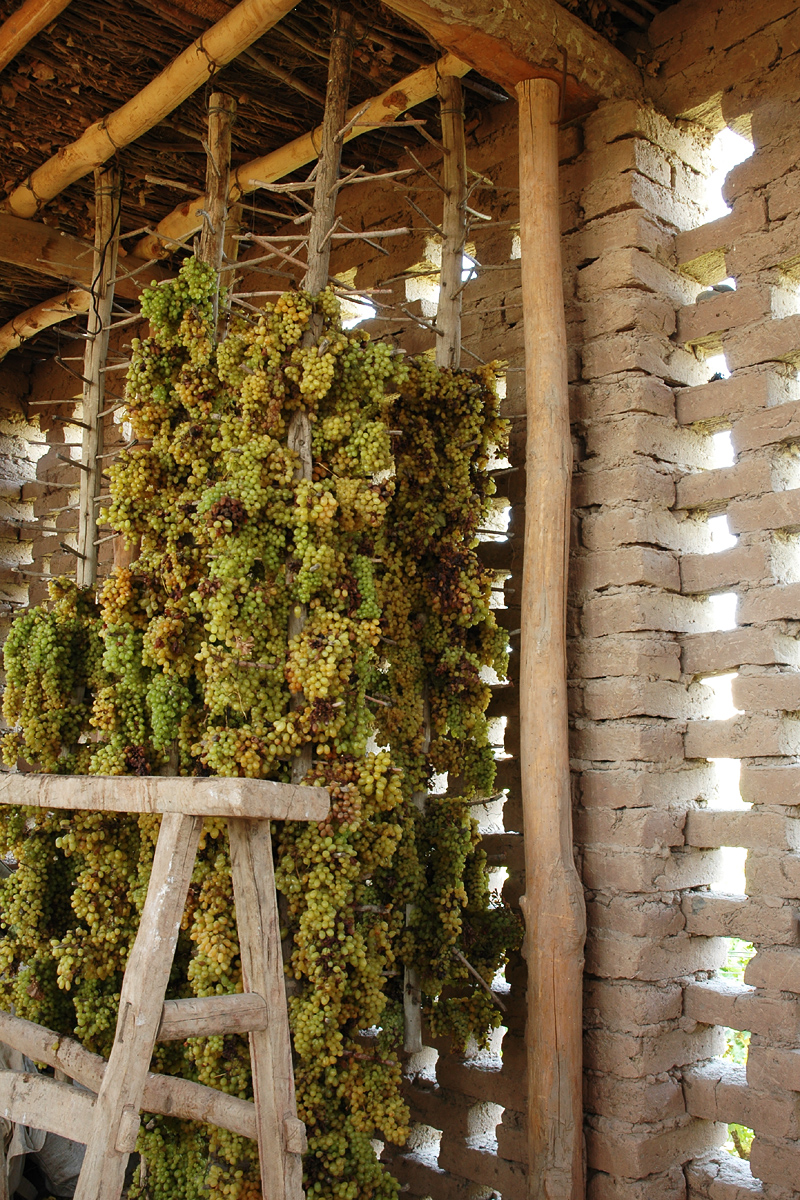
Как отмечал Г. Грум-Гржимайло, «Турфан же славится и своим изюмом, который можно считать лучшим в мире (высушивается в совершенно своеобразного типа сушильнях)».

Согласно сообщению газеты «Глоб энд мейл», своим процветанием город обязан «древней системе орошения, которая является одной из самых гениальных и прочных технических дел человека… Секрет выживания Турфана заключается в невероятном лабиринте оросительных туннелей и колодцев,— известных на местном уйгурском языке как карез, — в которые стекает вода с покрытых снегом гор Тянь-Шаня, находящихся в 80 километрах к северо-западу». Чтобы предотвратить её высыхание, талую воду свели по сотням подземных туннелей, из которых состоит высокоразвитая система орошения.
Задолго до того как уйгуры развили свою оросительную систему, древние персы употребляли подобную систему оросительных туннелей, выведя подземные источники воды по туннелям в холмах, лежащим часто на несколько сотен метров под поверхностью и до 19 километров длиной. Эта древняя оросительная технология до сих пор поддерживает жизнь в Турфане.

## Достопримечательности
В 43 км к юго-востоку от Гаочана, на кладбище Янхай (Yanghai) на 2003 год было раскопано более 500 захоронений I тысячелетия до нашей эры. В саркофагах M21 и M157 на останках двух мужчин 40-летнего возраста в 2011 году были обнаружены самые древние брюки. Радиоуглеродный анализ показал, что шерстяные штаны были изготовлены примерно между XIII веком до н. э. и X веком до н. э. Возраст брюк из M21 находится в интервале от 1074 года до н. э. до 935 года до н. э. Волокна из брюк могилы M157 радиоуглеродным датируется ещё старше — от 1261 года до н. э. до 1041 года до нашей эры.